# Anseriformes
Los Anseriformes son un orden de aves neognatas que comprende 162 especies repartidas en tres familias: los Anhimidae (con 3 especies), Anseranatidae (con una sola especie), y los Anatidae (con 156 o más especies de ánades o patos; ocas, gansos o ánsares; cisnes; yaguasas; serretas; eideres; barnaclas; cauquenes; porrones; y tarros). El grupo fue bautizado por el nombre latino de la oca «Anser» (la misma etimología que el término español ánsar), y por ello el nombre de este orden significa «los que tienen forma de oca».
Todas las especies en el orden están muy adaptadas para una existencia acuática (en la superficie de agua), y todas están preparadas para una natación eficaz (aunque algunas se han adaptado a tierra). Por lo que se consideran realmente aves anfibias.
Estas especies son aprovechadas por el hombre como aves de corral, algunas como mascota (como el pato doméstico) y también es posible consumir su carne y sus huevos.

## Evolución
El anseriforme conocido más temprano es el Vegavis, recientemente descubierto, que vivió durante el periodo Cretácico. Los extintos Gastornithidae y Dromornithidae podrían ser los vástagos tempranos de los linajes de los Anseriformes, o incluso podrían ser los Anseriformes mismos, derivados de los antepasados de las especies de la familia Anhimidae.
Los antepasados de los Anseriformes desarrollaron la estructura característica del pico, que todavía comparten. La combinación de la forma interior de las mandíbulas y de la lengua modificada actúa como una bomba de succión para atraer el agua hacia la punta del pico y expelerla por los lados y la parte trasera. A través de una serie de filtros finos llamados “lamellae” se capturan pequeñas partículas, que entonces se lamen y se tragan. Todos los Anseriformes tienen esta estructura básica, pero muchos han adoptado posteriormente estrategias de alimentación alternativas: los gansos comen plantas, los patos de la subfamilia Merginae comen peces, y las especies de la familia Anhimidae todavía tienen “lamellae” vestigiales.

## Taxonomía
Los Anseriformes y los Galliformes (faisanes, etc.) son las aves neognatas más primitivas, y deben seguir a las ratites y los tinámidos en los sistemas de clasificación de aves. 
A Dendrocygninae a veces se le asigna taxón de familia plena, con el nombre de Dendrocygnidae.
- ORDEN ANSERIFORMES
  -  ?†Anatalavis Olson & Parris, 1987
  -  ?†Conflicto Claudia P. Tambussi et al., 2019
  - †Naranbulagornis Zelenkov, 2019
  - Familia Anhimidae
    - 3 especies (el aruco, el chajá y el chicagüire o chavarrí).

  - Familia Anseranatidae
    - 1 especie (el ganso urraca)

  - Familia Anatidae
    - Subfamilia Dendrocygninae: 8 especies de patos silbones, yaguasas o suiriríes.
    - Subfamilia Thalassorninae: 1 especie (el ganso de nuca blanca).
    - Subfamilia Anserinae: 23 especies de gansos, ocas o ánsares.
    - Subfamilia Stictonettinae: 1 especie (el pato pecoso) .
    - Subfamilia Plectropterinae: 1 especie (el ganso con espolones).
    - Subfamilia Tadorninae: 23 especies.
    - Subfamilia Anatinae: cerca de 71 especies de patos o ánades.
    - Subfamilia Merginae: 20 especies.
    - Subfamilia Oxyurinae: 8 especies.

  - Familia Dromornithidae
    - 7 especies (todas extintas).

  - Familia Presbyornithidae
    - Vegavis (extintos).
    - Presbyornis (extintos).